# Vehbi Can Yesil
Vehbi Can Yesil (* 2. Februar 1995 in Kiel) ist ein deutscher Schauspieler, Tänzer und Choreograph.

## Leben
Yesil stammt aus einer türkischen Familie, der Name arabischer Herkunft bedeutet „Gottesgabe“. Er wurde mit einer fehlenden rechten Hand geboren.
Er fand im Alter von neun Jahren zum Tanzen, als sein älterer Bruder ihn mit auf die Bühnen von lokalen Wettbewerben in der Landeshauptstadt nahm. Als Mitglied einer deutschen Krumping-Tanztruppe gewann er mehrfach die Krump-Weltmeisterschaft EBS (European Buck Session).
2020 spielte Yesil die Hauptrolle Kian in der Mini-Drama-Serie Crews & Gangs des Streaming-Anbieters Joyn. 2020 tanzte er im Musikvideo zu A moment in Time des Jazz-Künstlers Avishai Cohen.
Beim Weltfinale von Red Bull Dance Your Style 2022 trat Yesil alias Jr Game mit einer Wildcard an und kam bis ins Viertelfinale.
2024 choreografierte Yesil Auftritte von Kontra K und brachte damit Krumping auf große deutsche Bühnen.
Hinzu tritt Vehbi Can Yesil in der japanischen TV Show 24-hour television mit Yoshiki auf.

## Filmografie
- 2020: Crews & Gangs